# 金起範 (1990年)
金起範（韓語：김기범，藝名：ALLEN KIBUM（韓語：알렌기범），1990年12月29日—），韓國歌手及演員。以U-KISS成員為人所知，現為HnBcompany代表並將演藝中心轉往日本。親生兄長為SS501的成員金亨俊。

## 經歷

### 2006年-2007年 出道
金起範在2006年由xing娛樂企劃組成的四人男子團體「XING」中以藝名“Marumir（마루미르）”出道。同年，12月14日發行團體首張迷你專輯〈In Your Hands〉主要負責主唱的部分。2007年7月15日退出團體，短暫結束演藝活動。

### 2008年-2011年 U-KISS時期
在2008年，他與「XING」時期的成員Kevin及其他四位成員共組全新的六人男子組合「U-KISS」，為南韓新成立的娛樂公司「NH Media」首支傾力打造的組合。09月3日發行首張迷你專輯《N-Generation》，主打歌曲〈어리지않아（不再年輕）〉凸顯其組合不同於他團的野心，展現成熟的風貌，同時他也在隊中擔任主唱的位置。2009年11月06月以第三張迷你專輯「Conti Ukiss」主打歌曲〈만만하니（好欺負嗎）〉成功的唱響組合在韓國樂壇的知名度，富有電子舞曲風格的旋律及MV舞蹈中帥氣的眼神，讓首波主打歌成功攻佔韓國單曲排行榜數週，隨後組合陸續發表的作品即獲得熱烈的反響。
但在2011年年初「NH Media」卻以不適任為由單方面終止他及另名成員的演藝合約；在沉默兩個月後的02月23日，他終於在自己的推特上留下退團聲明：「大家好，我是U-KISS的金起範，不對，準確的說應該是曾經作為U-KISS活動過的金起範。在猶豫了兩個月之後我終於拿出勇氣，從2011年2月開始我和公司協議後終止了合約。公司希望更換成員，也要求我解約，我寫了同意書，從那天開始我就不是U-KISS了。希望大家明確知道我退出的原因，並不是為了HnBcompany（piro piro玩偶事業）或是對U-KISS不再感興趣而退出的。我比誰都珍惜U-KISS，也沒有因為HnBcompany（piro piro玩偶事業）耽誤過組合的活動，我更是把成員當作我的家人。雖然這樣的分開真的覺得很遺憾，我作為U-KISS有很多不足的地方，公司認為更換成員是有必要，我尊重他們的意見。即使這樣是看來很普通的分開，但我學到很多，能夠認識很多人與成員們，我真的覺得很幸福，這件事給一直以來關愛我的人們很大的傷害，對此我的心境很複雜。」最後他表示：「在今後的一段時間內我會以個人名義進行活動，謝謝那些無論何時何地，我在做什么都支持我的人，謝謝你們。」

### 2011年-2012年 HnB Company與個人活動
2010年12月29日，他與他的親哥哥金亨俊共同成立品牌公司「HnB Company」,主要商品為PiroPiro和SiroSiro，分別是隻帶著黑眼圈的小熊與純白的狐狸，用途是作為靠枕與頸枕的生活用品。在他退出U-KISS之後致力於推廣公司業務，同時間開始個人的演藝活動。
2011年5月21日，他在華納音樂的協助之下在新加坡IMM Garden Plaza及聖詹姆士發電廠舉辦個人首場國際粉絲見面會“Till We Meet Again”。
此外，他也數度與哥哥金亨俊公開出席活動。2011年6月17日韓媒體報導他與其他五位藝人(Moon Chun Shik, Lady Jane, Kim Ho Young, Kwak Hyun Hwa, Gu Bon Hyung) 將會一同演出GTV全新的真人秀‘드림메이커’(Dream Maker) 。隨著宣布出現在GTV的‘드림메이커’(Dream Maker)外，2011年8月下旬他也通過日本的官方部落格暗示，將前往日本活動。09月10日參加擔任在鹿兒島縣所舉行的K-POP音樂節的司儀。在他公開鹿兒島的首場單獨活動後正式開始在日以藝名アレン・キボム (Allen Kibum)的個人演藝事業，不久隨即演出日本音樂劇「絆２０１１　少年よ大紙を抱け！」劇中飾演一名名為Allen的全職韓國交換學生，從2011年10月20日到25日共五日八場的演出。
同時他也客串演出2012年2月22日東京電視台播出的電視劇「孤独のグルメ」。與從2012年1月6日到03月30日為止的期間擔任「MADE IN BS JAPAN」固定周五的助理主持工作。除了出現在電視節目中，也在2012年12月26日發行個人首張日語單曲「Dream」(日语：ドリーム)，宣告正式於日本出道，單曲收錄的四首歌曲皆是由他本人親自創作。發行前11月15日通過他的日本官方部落格透露單曲將添加由玉置浩二所創作的另一首名為“MELODY”的全新歌曲。並從12月29日開始在東京Billboard Live舉行首場個人粉絲見面會，紀念展開個人活動與慶祝21歲的生日，接著在日本秋田、新大久保 K-POP STORY等地實際LIVE演出，累積知名度。

### 2013年 重返韓國樂壇
據他的所屬公司Professional Entertainment在2013年3月15日發佈的新聞內容得知起範在日所代言的泡菜（キボム家のキボキムチ）並且已準備好以Solo歌手的身份回歸韓國樂壇。04月5日即發行他的首張個人單曲《想念（그리움）》，音樂影像則於04月4日提前公開。

## 音樂作品

### 日語單曲
| 年份 | 名稱  | 資料                                                                                             | 曲目                                                              |
| ---- | ----- | ------------------------------------------------------------------------------------------------ | ----------------------------------------------------------------- |
| 2012 | Dream | - 發行日期：2012年12月26日 - 發行國家：日本 - 發行型式：CD-MAXI - 發行商：IQG, Universal Music J | 1. Dream 2. Make It 3. Dream [Inst.] 4. Make It [Inst.] 5. MELODY |

### 韓語單曲
| 年份 | 名稱   | 資料                                                                                  | 曲目                                                                     |
| ---- | ------ | ------------------------------------------------------------------------------------- | ------------------------------------------------------------------------ |
| 2013 | 그리움 | - 發行日期：2013年4月5日 - 發行國家：韓國 - 發行型式：數位音樂下載 - 發行商：KT MUSIC | 1. 그리움(Feat. Hot Issue) - 作詞：프로페지웅, St!cky - 作曲：프로페지웅 |

### 創作
- "Hey G" (SS501－Collection) - 作曲 金亨俊、金起範 (H&B)
- "Want It"， "The One"， "I Am" (SS501－U R Man) - 作詞 金亨俊、金起範 (H&B)
- "Dream"，"Make It"(個人首張日語單曲－Dream) - 詞曲 金起範

## 影視作品

### 音樂劇
- 2011年 日本 《絆２０１１　少年よ大紙を抱け！》 飾演 Allen

### 電視劇
- 2009年 韓泰合作戲劇《秋天的命運（ใต้ฟ้าตะวันเดียว）》配角 飾演 楠俊
- 2012年 東京電視台水曜深夜劇《孤獨的美食家（孤獨のグルメ）》客串 飾演 韓風偶像青年

### 綜藝
- 2010年 tvN 《80天上首爾大學 seson2（80일만에 서울대가기 2기）》固定
- 2010年 SBS 《福不福 Ⅱ（복불복 Ⅱ）》 固定
- 2011年 GTV 《Dream Maker（드림메이커）》 固定
- 2012年 BS JAPAN 《MADE IN BS JAPAN》 固定

## 代言廣告
- 2012年~ 日本食品《起範家的起範泡菜（キボム家のキボキムチ）》

## 獎項
| 年份 | 獎項                                          |
| ---- | --------------------------------------------- |
| 2012 | - 第一屆 Neo韓流新人大賞（東京舉辦）－K-POP賞 |

## 外部連結
- （日語）ALLEN KIBUM OFFICIAL BLOG Powered by Ameba （页面存档备份，存于）
- （日語）日本環球官方網站-allen-kibum
- 韓國官方FANCAFE （页面存档备份，存于）
- 獨立品牌公司-HnB company （页面存档备份，存于）
- 金起範的X（前Twitter）